# Nybro IF
Nybro IF är en idrottsförening från Nybro i Kalmar län som bildades den 4 juli 1906.
Nybro IF har bland annat spelat i Sveriges näst högsta division i fotboll för herrar och högsta divisionen i ishockey för herrar. Föreningen delades 1998 och ishockeysektionen blev en egen förening, Nybro IF Hockey, senare Nybro Vikings IF.

## Historia
Föreningen bildades sommaren 1906 och började spela fotboll på torget i Nybro, medan friidrottarna genomförde löpträning på Långgatan. Ganska snart blev det opraktiskt och föreningen sökte och fick nya spelplatser, men först 1915 fick man något mer permanent. Då upplät Nybro köping ett område i Victoriaskogen. 1918 uppläts ett större och lämpligare område i anslutning till det tidigare och föreningen kunde gå vidare med att hitta finansiering till sitt projekt. Det tog tid, men i augusti 1926 stod Nybro idrottsplats (dagens Victoriavallen) klar. Åren 1957–58 byggdes idrottplatsen om och fick i stort sin nuvarande utformning.

## Fotboll
Det var fotbollen som inledde NIF:s verksamhet. Den första matchen spelades mot Trekanten 16 juni 1907 och Nybro vann med 5–3. 1920 vann Nybro IF Östra Serien klass I inom Smålands fotbollsförbund, före Kalmar Idrottssällskap och Kalmar AIK. 1927 vann man sydöstra kvalserien och kvalmatcherna mot IFK Värnamo och tog med det steget upp till det nationella seriesystemet. Nästa större framgång dröjde till 1941 då Nybro vann sin serie och kunde ta steget upp i Division II där man blev kvar till 1947 då en serieomläggning bidrog till att man flyttades direkt till Division IV. 1954 vinner man återigen division III och tar sig återigen tillbaka till Division II under tre säsonger. 5 november 1955 möter man Kalmar FF inför 9 176 åskådare, ett rekord som står sig än idag. 
1968 är klubben för tredje gången klar för Division II och från 1969 börjar man en satsning genom att värva spelare från Danmark. Det varade till 1971 då man efter en misslyckad säsong flyttades ner en division. Ekonomin var körd i botten och inga fler värvningar kunde göras och föreningens storhetstid inom fotboll var över.
1997 var det återigen dags för derbyn mot lokalrivalen Kalmar FF i Div II Östra Götaland. Nybro slutade tvåa i serien 1997, men misslyckades i kvalet till Div I mot Halmia.
Under senare tid har fotbollsspelarna Joel Allansson, Christoffer Andersson, David Elm och Viktor Elm spelat inom föreningens ungdomsverksamhet. 

## Ishockey
Ishockeyn i Nybro startades inom bandy- och fotbollsklubben IK Ymer 1946. Verksamheten gick upp i Nybro IF 1956. I samband med Victoriahallens tillkomst 1963 fick hockeyn ett enormt uppsving och A-laget kvalificerade sig till högsta serien säsongen 1968/1969. Där blev man kvar i två säsonger och när man återkom till Division II vann man serien tre år i rad. Nästa storhetstid började 2002 då laget kvalificerade sig för Allsvenskan. Där spelade man i sju säsonger till 2009 då man flyttades ner till Division I igen. Sedan 2023 är man tillbaka i Hockeyallsvenskan.

## Bowling
Bowlingsektionen bildades 1979 i samband med att staden fick en bowlinghall.. Säsongen 2023/24 har man sitt representationslag i Division 1 Södra Götaland.

## Övriga sektioner
Bandy
Från och med 1925 finns bandy med på Nybro IF:s program. Först bedrevs det mest som motionsidrott, men från 1950-talet deltog man i seriespel med varierande resultat. I samband med ishockeyns framgångar svalnade intresset för bandyn inom föreningen.
Brottning
Nybro Brottarklubb bildades omkring 1930 och slogs 1933 samman med Nybro IF. 1935 vann man sitt första smålandsmästerskap i fjädervikt. Åren 1959-1961 blev de framgångsrikaste med arrangemang av först B-SM 1959 och sedan JSM i fri stil 1961 där Nybro tog flera medaljer. Efter framgångarna beslutades 1964 att sektionen skulle bilda en egen förening under manet Nybro Brottningssällskap.
Friidrott
Friidrotten var med i föreningen från starten och har fostrat två landslagsmän: Gunnar Ageskär (stavhopp), Kjell Andersson (löpning). Ageskär tog även ett SM-tecken i stavhopp när han tävlade för IFK Växjö.
Gymnastik
Gymnastiken startade 1910 i en separat förening som fick anslag från NIF. Efter några år gick gymnastikföreningen in under Nybro IF och omkring 1920 började en blomstringstid för motionsgymnastiken på orten med stor anslutning vid övningar och uppvisningar. Under tidigt 1940-tal började verksamheten gå lite sämre p.g.a. bl.a. bränslebrist, konkurrens från skidåkningen och ombyggnad av gymnastiksalen. 1944 arrangerade man länsförbundets gymnastikfest varpå följde en uppvisning av Örebrogymnasterna. Arrangemanget ansågs vara ett av föreningens mest lyckade någonsin och gymnastiken fick ett nytt uppsving med 3 839 övningsbesök det året. Under 1950-talet deltog sektionen årligen med uppvisningar vid föreningens sommarfest vid Thebacken och övningsbesöken slog nya rekord 1957 med 5 643 deltagare. 
Samma år började man med ren tävlingsgymnastik och 1959 hade pojkarnas ungdomslag framgångar vid DM tävlingar där man deltog under namnet "Nybropojkarna". Största framgången blev en andraplats i trupptävlingen klass III vid SM i Helsingborg. Samma år kom även flickjuniorerna igång med tävlingsgymnastik. 
Pojkarnas framgångar i DM fortsatte under 1960-talet, men i slutet av decenniet misslyckades generationsväxlingen och tävlingsgymnastikens storhetstid i föreningen var över, medan motionsgymnastiken fortsatte under hela 70-talet innan även den försvinner från verksamheten.
Handboll
Ett damlag i handboll bildades 1963 medan grannföreningen Pukebergs BK bildade ett herrlag året därpå. Den verksamheten gick upp i Nybro IF 1967 samtidigt som laget gick upp i Division III. De största framgångarna stod dock damerna för då de redan 1968 gick upp i Allsvenskan för en säsong. 1975 begärde sig damlaget själva ner i Division III och har sedan dess inte kommit tillbaka till samma nivå som tidigare. Herrarna kvalificerade sig för Division II till säsongen 1980/1981. 2008 bröt sig dock handbollssektionen ur och bildade en egen förening vid namn Nybro Handboll.[källa behövs]
Konståkning
Sektionen startades 1970 och lockade från början många barn. Framgångarna uteblev dock främst på grund av tränarbrist.
Orientering
Orienteringen kom till Nybro 1930 och sektionen höll från start en hög aktivitet med resor över hela Sverige. 1946 arrangerades en stor tävling i Smedjevikskogen med 400 deltagare från sydöstra Sverige. 1952 tar klubben inte mindre än 13 DM-tecken och koras till årets klubb av Orienteringsförbundet i Småland. Under 1960-talet arrangeras ett flertal stora tävlingar och föreningen är väl representerad i DM, sydsvenska mästerskapen och även SM. 1966 lämnar sektionen NIF och bildar Nybro OK.
Simning
Simningen startade 1933 och hade vissa framgångar i lokala tävlingar. I samband med att en simstadion anlades vid Linneasjön 1947 fick simningen ett uppsving och bildade en egen förening följande år. Den lades dock snart ner och simningen fick vänta till 1979 och invigningen av en ny simhall innan verksamhet kom igång igen inom NIF.
Skidor
Skidor fanns med på programmet samma år som föreningen bildades men fr.a. som motionsidrott. De första tävlingarna nämns under 1920-talet och 1960 arrangerar föreningen DM-tävlingar där det egna stafettlaget nådde en fjärdeplats.
Skridskor
Sektionen bildades 1966 och hade tidigt stora framgångar i ungdoms-DM. Intresset avtog under 70-talet och från 1980 är sektionen vilande.
Tennis
Första grusplanen anlades 1933 vid Victoriavallen. Senare tillkom asfaltsbanor vid Åkrahäll och inomhusbanor i sporthallarna i Nybro och Orrefors.